# 金山桃歌
金山 桃歌（かなやま ももか、1999年8月9日 - ）は、富山県富山市出身のハンドボール選手。日本ハンドボールリーグのプレステージ・インターナショナル アランマーレ所属。

## 経歴
富山市立堀川中学校時代は2013年の第22回JOCジュニアオリンピックカップで優秀選手に選ばれた。
2014年は日本代表U-16に選出された。
中学卒業後は高岡向陵高等学校へ進学。2015年は2年連続で日本代表U-16に選出された。
2016年は7月に第4回U-22東アジア選手権の日本代表に選出。大会終了後には第6回女子ユース世界選手権の日本代表U-18に選ばれた。
2018年に日本ハンドボールリーグのプレステージ・インターナショナル アランマーレへ加入。7月には第21回女子ジュニア世界選手権の日本代表U-20に選出された。

## 詳細情報

### 年度別成績
| 年       | チーム       | 試合 | FS 阻止 | 率   | 7m 阻止 | 率   |
| -------- | ------------ | ---- | ------- | ---- | ------- | ---- |
| 2018-19  | アランマーレ | 24   | 1/4     | .250 | 0/1     | .000 |
| JHL：1年 | JHL：1年     | 24   | 1/4     | .250 | 0/1     | .000 |

- 各年度の太字はリーグ最高

### 背番号
- 16 (2018年 - )

## 代表歴

### 日本代表U-22
- U-22東アジア選手権 (2016年)

### 日本代表U-20
- ジュニア世界選手権 (2018年)

### 日本代表U-18
- ユース世界選手権 (2016年)

### 日本代表U-16
- 日韓スポーツ交流 (2014年・2015年)